# وادي حبروت (المهرة)

تعديل مصدري - تعديل

وادي حبروت هي إحدى قرى عزلة حبروت بمديرية شحن التابعة لمحافظة المهرة، بلغ تعداد سكانها 24 نسمة حسب تعداد اليمن لعام 2004.